# Liste der Bodendenkmäler in Flossenbürg
Auf dieser Seite sind die Bodendenkmäler in der Oberpfälzer Gemeinde Flossenbürg zusammengestellt. Diese Tabelle ist eine Teilliste der Liste der Bodendenkmäler in Bayern. Grundlage ist die Bayerische Denkmalliste, die auf Basis des Bayerischen Denkmalschutzgesetzes vom 1. Oktober 1973 erstmals erstellt wurde und seither durch das Bayerische Landesamt für Denkmalpflege geführt wird. Die folgenden Angaben ersetzen nicht die rechtsverbindliche Auskunft der Denkmalschutzbehörde.

## Bodendenkmäler in Flossenbürg
| Lage                                         | Objekt | Akten-Nr.     | Bild           |
| -------------------------------------------- | --- | ------------- | -------------- |
| (Standort)                                   | Archäologische Befunde und Funde im Bereich des ehemaligen Hammerschlosses Altenhammer, abgegangener spätmittelalterlicher und neuzeitlicher Eisenhammer. | D-3-6239-0061 |                |
| (Standort)                                   | Archäologische Befunde und Funde im Bereich der mittelalterlichen Burg Flossenbürg.                                                                       | D-3-6240-0003 | weitere Bilder |
| (Standort)                                   | Untertägige Befunde im ehemaligen Konzentrationslager Flossenbürg.                                                                                        | D-3-6240-0004 |                |
| Hohenstaufenstraße 19; Kirchweg 2 (Standort) | Untertägige Befunde des Mittelalters und der frühen Neuzeit im Bereich der evangelisch-lutherischen Pfarrkirche St. Pankratius in Flossenbürg.            | D-3-6240-0005 | weitere Bilder |